# Zelina (folyó)
A Zelina egy folyó Horvátországban, a Lónya jobb oldali mellékfolyója.

## Leírása
A Zelina a Medvednica északkeleti lejtőin, az 574 m magas Drenova lábánál ered és a szabályozás előtt Ivanić-Gradtól 5 km-re délre ömlött a Lónyába. A folyó alsó szakaszának szabályozása után a torkolat Dugo Selo városától 9 km-re keletre helyeződött át. Hosszúsága 52 km, vízgyűjtő területe 334 km². Főbb mellékfolyói a Črnec (Černec), a Kašina, a Glavnica és a Nespeš.
Az 1980-as évek közepéig a fő vízvezeték Zágrábtól való megérkezéséig a Zelina-folyó Dugo Selo város és a környező falvak vízellátását szolgálta. A szivattyútelep maradványai még mindig megvannak körülbelül 500 méterre a Zelina és a Kašina folyók összefolyásától. A víz kémiailag még mindig nagyon jó minőségű, de problémát jelent az illegális hulladéklerakás. 

## Fordítás
Ez a szócikk részben vagy egészben  a   Zelina című horvát Wikipédia-szócikk ezen változatának fordításán alapul.  Az eredeti cikk szerkesztőit annak laptörténete sorolja fel. Ez a jelzés csupán a megfogalmazás eredetét és a szerzői jogokat jelzi, nem szolgál a cikkben szereplő információk forrásmegjelöléseként.